# جنادة بن كعب الأنصاري
جنادة بن كعب الأنصاري رافق الحسين بن علي بن أبي طالب إلى كربلاء وشارك معه هو وابنه.

## نسبه
هو جنادة بن كعب بن الحارث الأنصاري وسمّاه البعض جنادة بن الحارث.

## مقتله
قاتل في كربلاء وقتل في الحملة الأولى، وكان يقول وهو يقاتل: